# Al Goyens
Alphonse „Al“ Goyens (* 1. Oktober 1920 in Wetteren; † 30./31. Januar 2008 in Forest/Vorst) war ein belgischer Jazzmusiker (Trompete, auch Flügelhorn, Arrangement) und Orchesterleiter.

## Leben und Wirken
Goyens erhielt als Kind Klavierunterricht, den er mit zwölf Jahren abbrach. 1936 kaufte er sich eine Trompete und begann wieder zu musizieren, lernte autodidaktisch und begann, mit Amateurbands zu spielen. Er absolvierte ein Studium als Wirtschaftsingenieur. Als er zu Kriegsbeginn in Deutschland interniert wurde, musste er das Spielen einstellen. Als er wieder beginnen wollte, spielte er zu intensiv, was zu einer Lähmung der Lippen führte. Diese Situation überwand er durch behutsames Üben.
Nach seiner Rückkehr aus der Gefangenschaft gehörte er den Orchestern von Henri Van Bemst und Jean Omer an; mit Omer entstanden erste Aufnahmen. Nach der Befreiung schloss er sich dem Orchester von Léo Souris an, der in Deutschland für die amerikanische Armee spielte. Nach seiner Rückkehr nach Belgien schloss er sich mit anderen Musikern zum Orchestre régulier du Cosmopolite zusammen, was ihm die Gelegenheit gab, mit großen Namen der Jazzszene aufzutreten, die in Brüssel zu Gast waren. 
1949 ging Goyens mit seinem Orchester erneut für die US-Armee auf Tourneen, die ihn nach Deutschland, auf die Azoren und in die USA führte. Goyens leitete sein Orchester von bis 1958; darin spielten Musiker wie Jacques Pelzer, Bobby Jaspar, Francy Boland, Jean Warland und Freddy Rottier, zeitweise auch Don Byas und Kenny Clarke. Nach einem Aufenthalt in Frankreich kehrte er anlässlich der Expo 58 nach Belgien zurück, war aber schon bald als Sous-Dirigent bei Eddie De Latte und später mit einem internationalen Orchester (mit Fats Sadi als Vibraphonisten) in Spanien und den USA für die US-Streitkräfte tätig.
Später spielte Goyens auch in der Brussels Big Band (1001 airs de Brussels), für die er auch arrangierte. Seine Lieblingstrompeter waren Clifford Brown, Dizzy Gillespie und Clark Terry, sein Spiel erinnerte eher an Harry Edison, und er schätzte besonders den Klang der gestopften Trompete.

## Lexikalischer Eintrag
- Michel de Rudder: Al Goyens. In: Marianne Klaric, Emile Henceval (Hrsg.): Dictionnaire du jazz à Bruxelles et en Wallonie. Pierre Mardaga, Liège 1991, S. 155 (espace-toots.com).